# 거제민속박물관
거제민속박물관(巨濟民俗博物館)은 대한민국 경상남도 거제시 연초면 명동리에 있는 사립 박물관이다.